# 프랭크 빌링스 켈로그
프랭크 빌링스 켈로그(Frank Billings Kellogg, 1856년 12월 22일 ~ 1937년 12월 21일)는 미국 상원과 45대 국무장관을 지낸 미국의 변호사이자 정치인이었다. 켈로그-브리앙 조약으로 1929년 노벨 평화상을 수상하였다.

## 어린 시절과 경력
뉴욕주 포츠담에서 태어난 켈로그는 9세때 미네소타주로 이주하였다.
켈로그는 법학을 읽고 1877년 로체스터에서 법률 실습을 시작하였다. 그는 1878년부터 1881년까지 로체스터의 시정부 소속 검사, 1882년부터 1887년까지 옴스테드 카운티의 법정 변호사를 지냈다. 1886년 그는 세인트폴로 이주하였다.
1905년 켈로그는 시어도어 루스벨트가 자신에게 연방 독점금지법 사건을 기소하는 데 의문할 때 연방 정부에 가입하였다. 1906년 켈로그는 에드워드 헨리 해리먼의 조사를 위하여 주간상거래위원회에 특별 상담자로 임명되었다. 1908년 셔먼 반독점법 아래 유니언 퍼시픽 철도에 연방 기소를 지도하는 데 임명되었다. 그의 가장 중요한 경우는 뉴저지주의 스탠더드 오일 대 미국, 221 U.S. 1 (1911)이었다. 이 성공적인 기소에 이어 그는 미국 변호사 협회의 회장 (1912~13)으로 선출되었다.

### 미국 상원
1916년 켈로그는 공화당원으로서 미네소타주의 상원으로 선출되어 1917년 3월 4일부터 정확히 6년 동안 65차, 66차와 67차 미국 의회에서 지냈다. 베르사유 조약의 비준 전투가 있는 동안 그는 비준을 성원한 몇명의 공화당원들 중의 하나였다. 그는 1922년 재선을 패하고, 1923년 산티아고에서 열린 5회 팬아메리칸 회의로 사절단이었다.

### 영국 주재 미국 대사
1924년 켈로그는 캘빈 쿨리지 대통령에 의하여 영국 주재 대사로 임명되어 그해 1월 14일부터 1925년 2월 10일까지 지냈다.

## 국무 장관

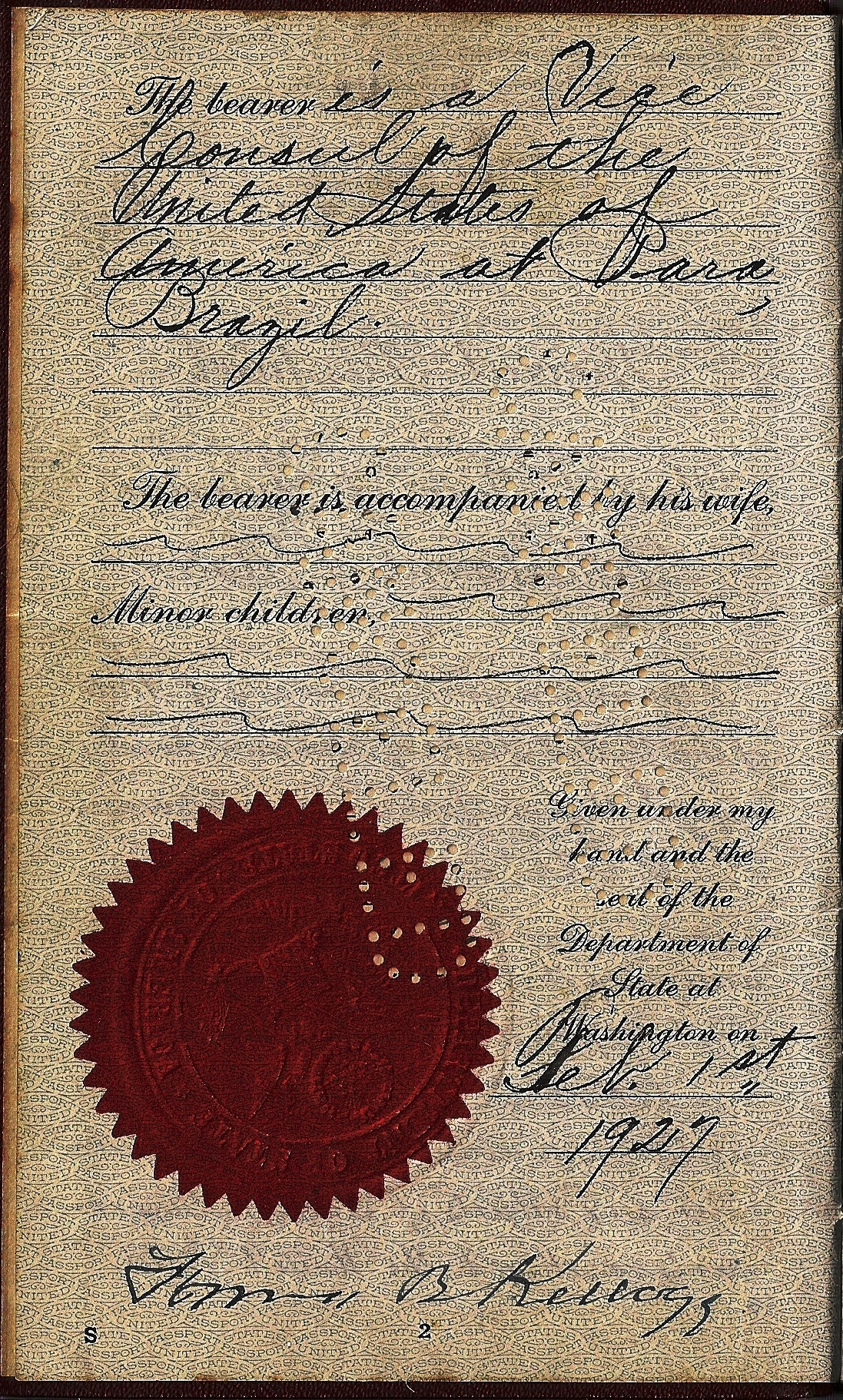
국무 장관으로서 켈로그에 의하여 서명된 1927년 여권

1925년부터 1929년까지 쿨리지 내각에서 국무 장관을 지냈다. 1928년 그는 아일랜드 더블린에서 도시자유상을 수상하였고, 1929년 프랑스 정부는 그를 레지옹 도뇌르 훈장의 일원으로 만들었다.
국무 장관으로서 그는 미국-멕시코 관계를 향상시키고, 페루와 칠레 사이에 오랜 세월의 타크나-아리카 논쟁을 해결하는 데 리마 조약을 맺는 도움을 위하여 책임적이었다. 그의 가장 중요한 성과는 1928년에 조인된 켈로그-브리앙 조약이었다. 그와 프랑스 외무장관 아리스티드 브리앙에 의하여 제출된 조약은 "국내 정책의 수단으로서 전쟁의 포기"를 위하여 증명하는 데 의도하였다. 1929년 그는 그 공로로 노벨 평화상을 수상하였다.
1930년부터 1935년까지 그는 상설국제법원의 준 심사였다.
켈로그는 자신이 한반의 시골 학교를 다녀 14세 때 중퇴한 자신의 학문적 자격의 부족함에 관하여 자의식이 강하였다. 그는 전혀 고등학교와 대학을 나오지 않았다. 그의 단 하나의 고급 교육은 개인 변호사 사무실의 서기직에서 왔다. 미네소타주에서 가난한 농장에서 자라온 켈로그는 유럽의 외교를 지배한 귀족들과 다루는 데 정교화가 부족하였다. 국무 장관으로서 그의 주요 전념은 난폭하지만 순수한 독재자들과 다룬 라틴아메리카였다. 그의 의지는 아이디어들을 마련하였고, 그들은 그와 소통하는 데 언제나 솔직하고 쉬웠던 그에게 감사하였다. 그는 멕시코 정부와 가톨릭 교회 사이에 싸움을 끝내는 도움을 주었으나 석유 매장량의 소유에 분쟁을 해결하는 데 실패하였다. 극동에서 그는 중국과 그 나라를 일본의 위협으로부터 선호하였다. 그는 성공적으로 중국과 관세 개혁을 협상하였다. 유럽을 위하여 그는 워싱턴 조약에 의하여 설립된 해군 군비 축소를 확장시키는 데 흥미를 가졌는 데 약간의 진보를 이루었다. 켈로그는 켈로그-브리앙 조약과 함께 국제적 명성을 얻어 노벨 평화상을 수상하였다. 그것은 거의 모든 국가에 의하여 보증되었으며, 전쟁을 처벌 가능한 범죄 행위로 시작하였다. 그것은 1945년 이후 독일과 일본의 전쟁 지도자들의 재판과 사형을 위한 법적 근거를 형성하였다.

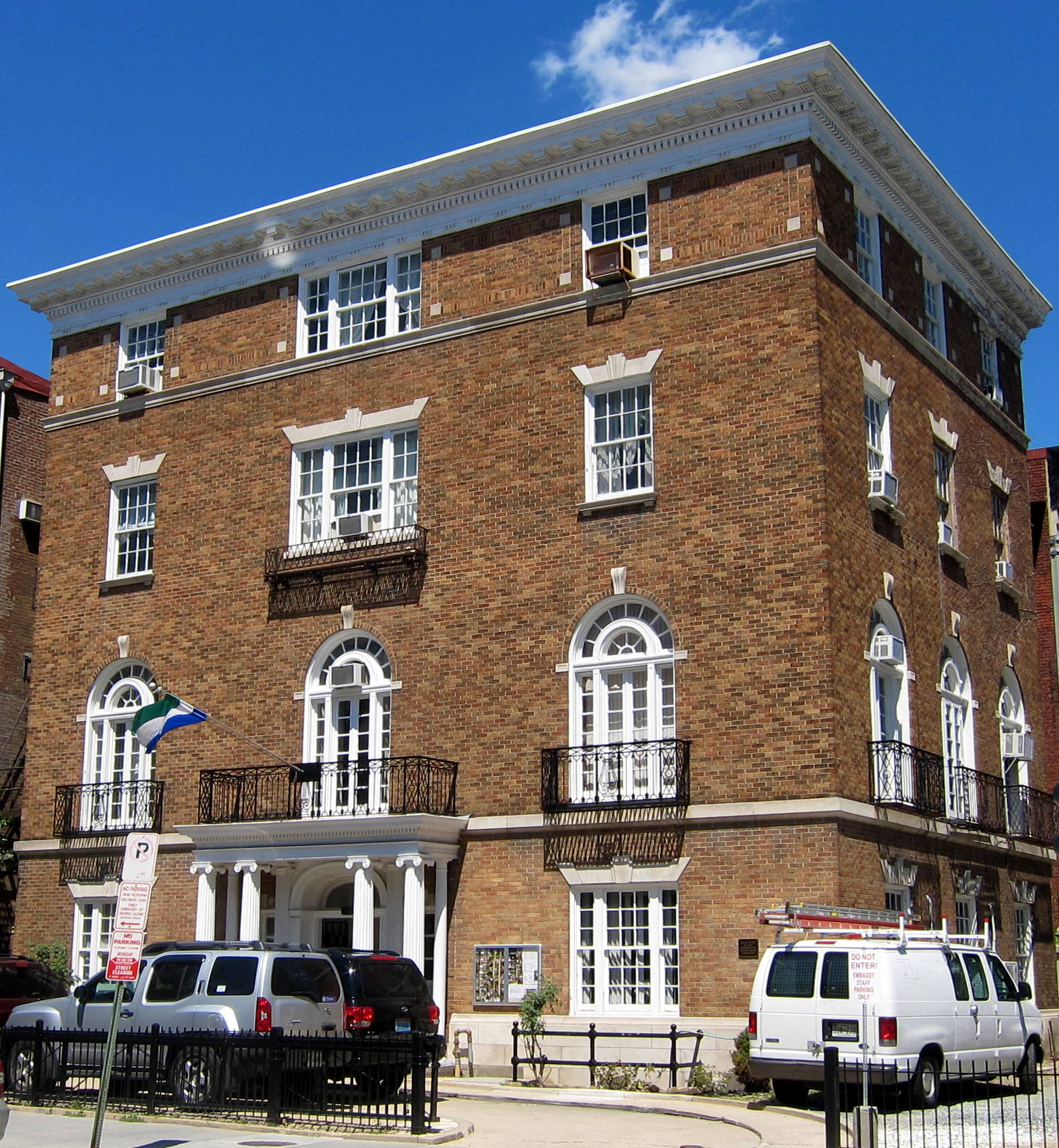
워싱턴 D. C.에 있는 켈로그의 전 관저. 현재는 주미 시에라리온 대사관

## 개인 생활
1886년 켈로그는 조지 클린턴 쿡과 엘리자베스 번스의 딸 클라라 메리 쿡 (1862~1942)에게 결혼하였다
1880년 그는 자신이 4월 1일, 4월 19일과 5월 3일 프리메이슨 학위들을 받은 로체스터 21번지 메이소닉 로지의 회원이 되었다.
자신의 81세 생일을 하루 앞둔 채 세인트폴에서 뇌졸중에 이어진 폐렴으로 사망하였다. 그는 워싱턴 D. C.에 있는 워싱턴 국립 대성당에서 세인트조지프 교회당에 안장되었다.

## 역대 선거 결과
| 선거명      | 직책명                    | 대수 | 정당   | 득표율 | 득표수    | 결과 | 당락                     |
| ----------- | ------------------------- | ---- | ------ | ------ | --------- | ---- | ------------------------ |
| 1916년 선거 | 상원의원 (미네소타 제1부) | 65대 | 공화당 | 48.58% | 185,159표 | 1위  | 미네소타주 상원의원 당선 |
| 1922년 선거 | 상원의원 (미네소타 제1부) | 68대 | 공화당 | 35.01% | 241,833표 | 2위  | 낙선                     |